# Мерфи, Дон
Дон Мерфи (род. апрель 1967) — американский кинорежиссёр и продюсер.

## Биография
Дон Мерфи родился в апреле 1967 года. Вырос в Хиксвилле (Нью-Йорк) и получил образование в средней школе Чаминад в Минеоле (Нью-Йорк). Он учился в Джорджтаунском университете и получил степень бакалавра наук в области делового администрирования (BSBA) в школе бизнеса МакДоноу. Преуспев в учёбе, Мерфи был принят в школу права Джорджтаунского университета.
Мерфи был кинокритиком в газете «Джорджтаун» в школе около трёх лет, а в летнее время работал в рекламном агентстве своего отца. Так же работал на рекламные кампании для таких фильмов, как «Прокол» (1981), «Под радугой» (1981) и «Рэгтайм» (1981). В 1986 году Мерфи понял, что его призвание заключается в фильмах, и поступил в Школу кино и телевидения (ныне Школа кинематографических искусств USC) в Калифорнии.
Мерфи женат на Сьюзан Монтфорд.

## Фильмография
- Утро понедельника (1990)
- Прирождённые убийцы (1994)
- Двойной дракон (1994)
- Способный ученик (1998)
- Вечная полночь (1998)
- Садист (2001)
- Из ада (2001)
- Лига выдающихся джентльменов (2003)
- Трансформеры (2007)
- Пристрели их (2007)
- Пока её не было (2008)
- Трансформеры: Месть падших (2009)
- Химера (2010)
- Живая сталь (2011)
- Трансформеры 3: Тёмная сторона Луны (2011)
- Академия вампиров (2014)
- Трансформеры: Эпоха истребления (2014)
- Трансформеры: Последний рыцарь (2017)
- Бамблби (2018)
- Гемини (2019)
- Трансформеры: Восхождение Звероботов (2023)
- Трансформеры: Начало (2024)